# کبوتردریایی کوری

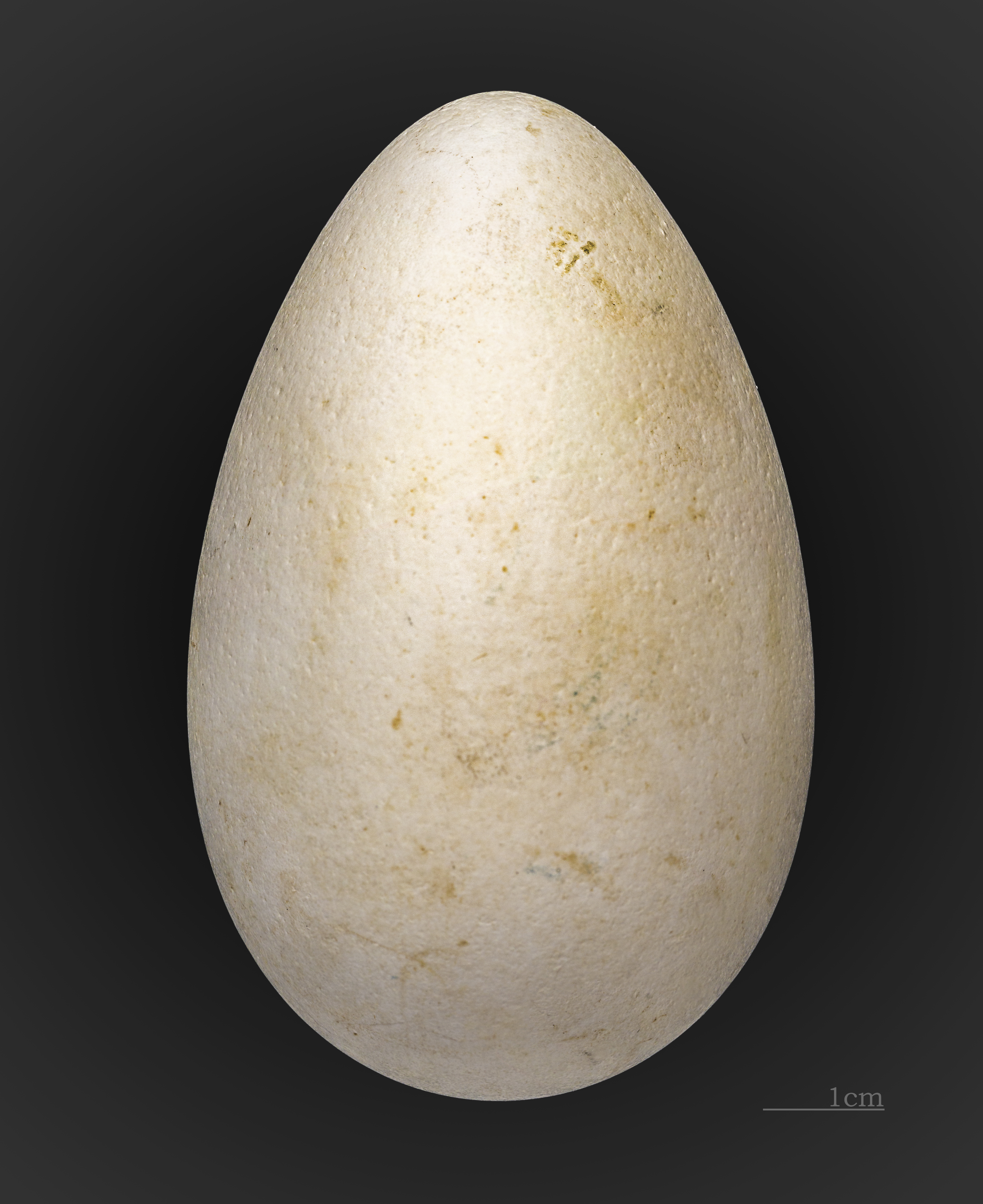
Calonectris borealis

کبوتر دریایی کوری (نام علمی: Calonectris borealis) نام یک گونه از تیره کبوتردریاییان است.

## نگارخانه

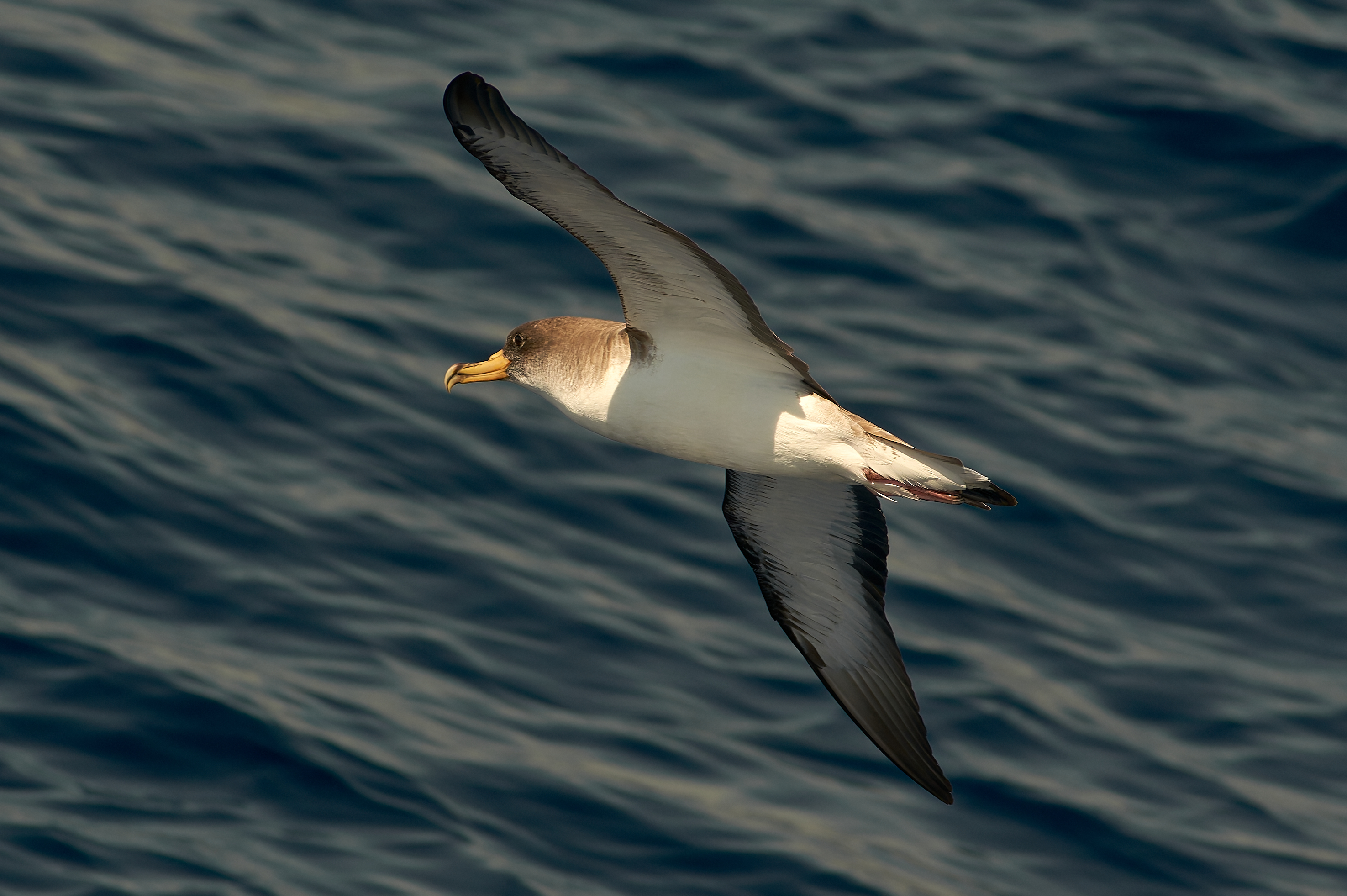
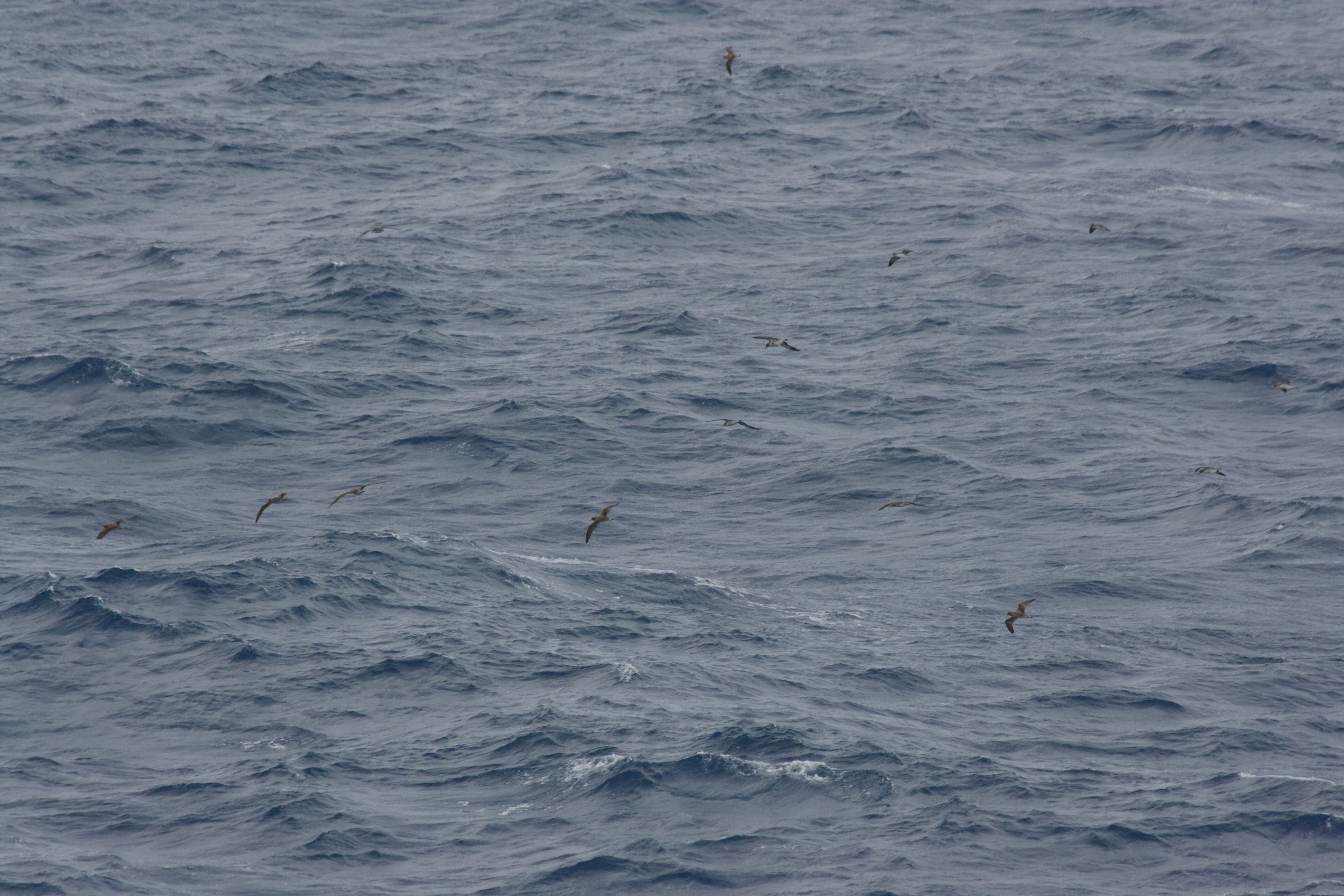
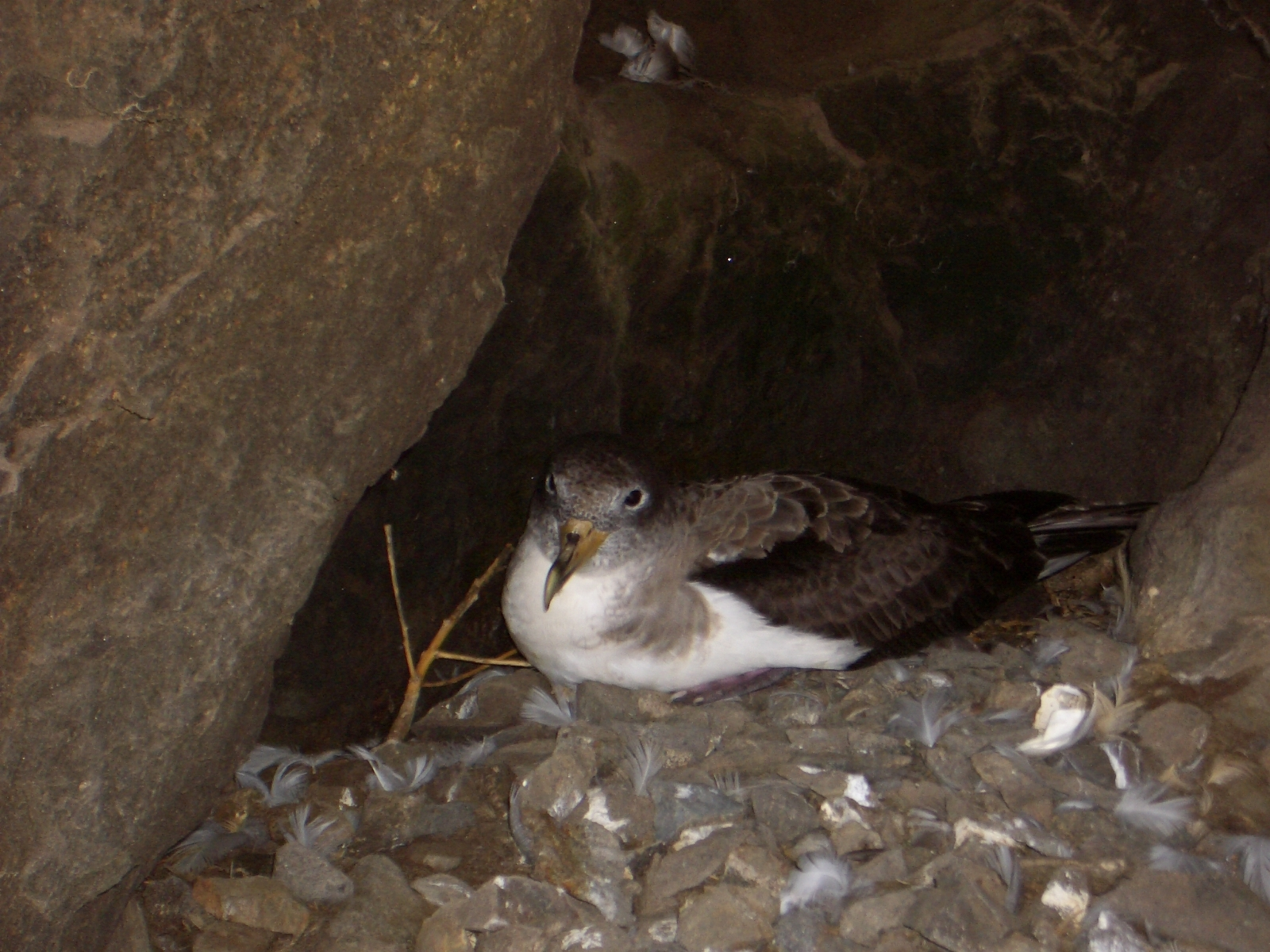